# Malibu (alcool)
Pour les articles homonymes, voir Malibu.

Logo de la marque Malibu.

Malibu (communément appelé « Malibu coco ») est une marque commerciale appartenant à Pernod Ricard sous laquelle est commercialisée une liqueur à base de rhum industriel, d'extraits de noix de coco, d'ananas et de sucre, fabriquée à Black Rock, à la Barbade, et mis en bouteille à Dumbarton, en Écosse. Créée en 1980, cette liqueur légèrement rosée a un volume d'alcool de 18°.

## Historique
Cet alcool est créé en 1980. En 2002, Allied Domecq reprend Malibu auprès de Diageo. Malibu est ensuite acquis par le groupe français Pernod Ricard en 2005 lors du rachat et partage d'Allied Domecq avec le groupe Fortune Brands.
En janvier 2019, Malibu est citée dans un article du Figaro comme étant une des marques sollicitant des influenceurs pour mettre en scène des consommations de leurs produits sur les réseaux sociaux, une publicité déguisée vers les jeunes.

## Déclinaisons
Une première variante du rhum Malibu fut déclinée dans les années 1990 sous la forme de Malibu Lime, vendu uniquement à la Barbade et en France. La boisson ne connut qu'un succès relatif et fut retirée des rayons en juillet 2003. Depuis, en plus du rhum vendu dans sa bouteille blanche facilement reconnaissable, Malibu est décliné en quatre autres versions (qui ne sont pas toutes disponibles sur tous les marchés) : Malibu Mangue, Malibu Ananas, Malibu Fruit de la passion et Malibu Banane.
Le Malibu peut se boire aussi avec des glaçons, du jus de fruit ou n’importe quel soda ou du lait. 